# Boks na Igrzyskach Panamerykańskich 1967
Turniej bokserski V Igrzysk Panamerykańskich odbył się w dniach 1–6 sierpnia 1967 w Winnipeg (Kanada). Rozegrany został w dziesięciu kategoriach wagowych.

## Medaliści
| Kategoria                      | Złoty                                | Srebrny                      | Brązowy                                                     |
| waga musza (51 kg)             | Francisco Rodríguez · Wenezuela      | Ricardo Delgado · Meksyk     | Walter Henry · Kanada · Harlan Marbley · Stany Zjednoczone  |
| waga kogucia (54 kg)           | Juvencio Martínez · Meksyk           | Fermín Espinosa · Kuba       | Guillermo Velazquez · Chile · Armando Mendoza · Wenezuela   |
| waga piórkowa (57 kg)          | Miguel García · Argentyna            | Francisco Oduardo · Kuba     | Freiton Caban · Portoryko · Al Robinson · Stany Zjednoczone |
| waga lekka (60 kg)             | Enrique Regüeiferos · Kuba           | Luis Minami · Peru           | Ronald Harris · Stany Zjednoczone · Juan Rivero · Urugwaj   |
| waga lekkopółśrednia (63,5 kg) | James Wallington · Stany Zjednoczone | Hugo Scarlandi · Argentyna   | Alfredo Morales · Meksyk · Guillermo Salcedo · Wenezuela    |
| waga półśrednia (67 kg)        | Andrés Molina · Kuba                 | Mario Guilloti · Argentyna   | Alfonso Ramírez · Meksyk · Jesse Valdez · Stany Zjednoczone |
| waga lekkośrednia (71 kg)      | Rolando Garbey · Kuba                | Víctor Galíndez · Argentyna  | Agustín Zaragoza · Meksyk · Donato Paduano · Kanada         |
| waga średnia (75 kg)           | Jorge Ahumada · Argentyna            | Luis Carlos Fabre · Brazylia | Joaquin Delis · Kuba · Carlos Franco · Urugwaj              |
| waga półciężka (81 kg)         | Arthur Redden · Stany Zjednoczone    | Juan José Torres · Argentyna | Manuel Castanon · Meksyk · Marijan Kholar · Kanada          |
| waga ciężka (>81 kg)           | Forest Ward · Stany Zjednoczone      | José Luis Cabrera · Kuba     | Ricardo Aguad · Argentyna ·                                 |

## Klasyfikacja medalowa
| Poz.    | Państwo           |    |    |    | Razem |
| ------- | ----------------- | -- | -- | -- | ----- |
| 1       | Kuba              | 3  | 3  | 1  | 7     |
| 2       | Stany Zjednoczone | 3  | 0  | 4  | 7     |
| 3       | Argentyna         | 2  | 4  | 1  | 7     |
| 4       | Meksyk            | 1  | 1  | 4  | 6     |
| 5       | Wenezuela         | 1  | 0  | 2  | 3     |
| 6       | Brazylia          | 0  | 1  | 0  | 1     |
| 6       | Peru              | 0  | 1  | 0  | 1     |
| 8       | Kanada            | 0  | 0  | 3  | 3     |
| 9       | Urugwaj           | 0  | 0  | 2  | 2     |
| 10      | Chile             | 0  | 0  | 1  | 1     |
| 10      | Portoryko         | 0  | 0  | 1  | 1     |
| Łącznie | Łącznie           | 10 | 10 | 19 | 39    |